# Nieholte
Nieholte ist eine Bauerschaft der Gemeinde Lastrup im Landkreis Cloppenburg in Niedersachsen.

## Geographie und Verkehrsanbindung
Nieholte liegt nordöstlich des Kernortes Lastrup direkt an der nördlich verlaufenden B 213. Östlich verläuft die B 68. Südöstlich liegt der Lastruper Ortsteil Kneheim. Am westlichen und nördlichen Ortsrand fließt die Moldau.